# Sherden

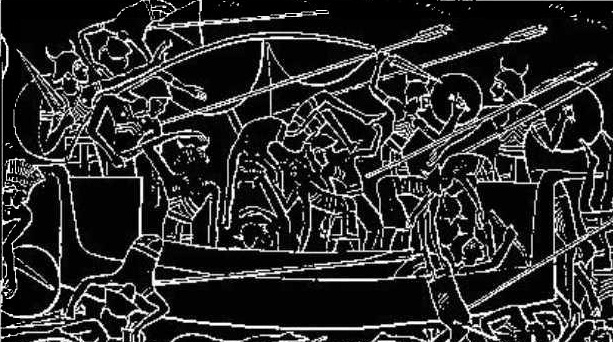
Els shirdana en un batalla, com és reflectit a Medinet Habu

Els sherden (també coneguts com a sards, shirdana, serden o shardana) són un antic poble de pirates que constitueixen un dels grups dels anomenats pobles de la Mar, que apareixen en registres històrics fragmentats d'inscripcions egípcies sobre la zona del Mediterrani cap al 2000 aC: la informació n'és molt escassa. En les representacions, apareixen portant una complicada armadura de bandes superposades de cuir o metall, i un elm amb un esperó a la cúspide. L'armadura sembla similar a la utilitzada pels filisteus de Medinet Habu, i és semblant, encara que no idèntica, a la que hi ha a la tomba 12 de Dendra, on s'ha trobat ceràmica micènica IIB-IIIA de la segona meitat del segle xv aC. L'espasa shirdana, segons les teories de James Henry Breasted, va poder haver estat desenvolupada a partir d'un allargament dels ganivets i dagues europeus i ha estat associada amb la mineria de l'estany a la regió de l'actual Bohèmia. Robert Drews ha suggerit recentment que l'ús d'aquesta arma entre els grups de mercenaris shirdana i filisteus els feia capaços de resistir atacs de cavalleria, cosa que els convertia en una força valuosa en la guerra.

## Primeres mencions

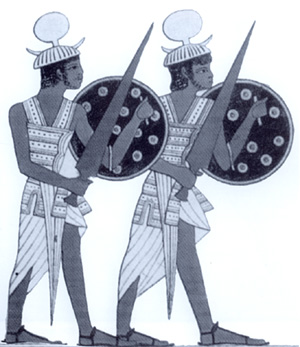
Dos guerrers shereden

El primer esment del poble anomenat Srdn-w apareix als pergamins d'Amarna, la correspondència de Rib-Hadda de Biblos (EA 81, EA 122, EA 123 en Moran 1992: 150-1, 201 -2), al faraó Akhenaton, cap al 1350 aC. Durant aquesta època, ja se'ls descriu com incursors marítims i mercenaris, disposats a oferir els seus serveis a canvi de diners.
Ramsès II, que va governar entre 1279 - 1213 aC, va derrotar els shirdana en el segon any del seu regnat (1278 aC), quan van intentar atacar la costa d'Egipte, aliats amb els lukka (L'kkw, possiblement els posteriors licis) i els Šqrsšw (shekelesh), en una batalla marítima a la Mediterrània. Posteriorment, el faraó incorporaria molts d'aquests guerrers a la seva guàrdia personal. Una inscripció del regnat de Ramsès II en un deixant de Tanis registra l'atac i posterior derrota dels pirates shirdana i la contínua amenaça que representen per a les costes mediterrànies d'Egipte: "Els implacables shirdana, que ningú sabia com combatre, venien de manera atrevida amb els seus vaixells de guerra des dels mars, sense que ningú aconseguís resistir-los."
Després que Ramsès II aconseguís derrotar els invasors i capturar-ne alguns, molts captius shirdana són representats entre la guàrdia del faraó, en què destaquen pels seus elms cornuts amb una bola projectada a la meitat, els escuts rodons i les grans espases. També són representats en inscripcions de la batalla del faraó contra els hitites a Kadesh, en què formaven part de la guàrdia personal de Ramsès II. Poc més d'un segle després, molts shirdana apareixen cultivant terrenys propis, sens dubte es tracta de recompenses pels seus serveis militars.
Els atacs dels pobles de la Mar van continuar durant el regnat de Ramsès III. El faraó va haver de fer front a dos grups d'incursors que es dirigien cap al Delta. L'any vuitè de regnat, Ramsés es va dirigir cap a Àsia per fer front als pobles de la Mar. Es va produir una batalla naval a la desembocadura del Nil, en què va ser aniquilada la flota enemiga, i que juntament a l'enfortiment de la frontera palestina va ser suficient per evitar la temible invasió dels pobles de la Mar, de la qual difícilment s'hagués recuperat Egipte, i hagués corregut la mateixa sort que l'Imperi Hitita. La retirada dels pobles de la Mar va animar Ramsés a reprendre la colonització asiàtica empresa pels seus antecessors: Síria és recuperada en part; en pren quatre ciutats fortificades, i arriba fins i tot fins a les regions de l'Eufrates. Però l'alegria per la victòria dura poc, ja que alguns anys després les terres de Canaan es perdran definitivament.

## Connexió amb els pobles de la Mar
Michael Wood suggereix que els shirdana eren un grup important de les bandes de pirates que van interrompre el comerç a la mar Egea a la fi del segle xiii aC i les seves incursions van contribuir al col·lapse de la civilització micènica.

## Orígens
No s'ha descobert cap menció als shirdana en llegendes o documents hitites o grecs, cosa que suggereix que no van aparèixer en les seves esferes d'influència. La principal teoria sosté que aquests pobles van sorgir de la Mediterrània occidental, assenyalant les connexions etimològiques entre shirdana i Sardinia (Sardenya), Shekelesh amb Sicília i Trs-w (Teresh o Tursci) amb els tirrens o etruscs, però les proves arqueològiques trobades no són satisfactòries i existeixen proves que aquests pobles van arribar als llocs on vivien en temps clàssics després del període de Ramsés II i no abans. En general, Margaret Guido conclou que les proves que els shirdana, shekeles o teresh venien de la Mediterrània occidental són dubtoses.
Guido suggereix que els shirdana podrien haver sorgit de Jònia, al centre de la costa occidental d'Anatòlia, a la regió d'Hermos, a l'est de l'illa de Quios. S'ha suggerit que Sardis podria preservar un record cultural del seu nom. Fins fa poc, s'assumia que Sardis havia estat poblada només des del final de l'edat fosca grega, però diverses excavacions han demostrat que el lloc va estar habitat des de l'edat del bronze i era un lloc de població significant. Si és així, els shirdana, pressionats per l'expansió hitita de finals de l'edat del bronze i causa de la fam que va afectar la zona pel mateix període, podrien haver emigrat a les illes de l'Egeu i posteriorment a Sardenya. Guido suggereix que si "uns pocs líders dominants haguessin sorgit només uns pocs segles abans que s'establissin les colònies fenícies a Sardenya, diversos trets de la prehistòria de Sardenya podrien ser explicats com a innovacions introduïdes pels shirdana: tipus orientals d'armadura i lluites perpetuades en representacions de bronze de guerrers diversos segles després, l'arribada de lingots de coure xipriota de la serra Ilix, el sobtat avanç en la complexitat i disseny dels nurags cap al 1000 aC, la introducció d'algunes pràctiques religioses com l'adoració de l'aigua en pous sagrats, si és que aquests elements no van ser introduïts pels colons fenicis."
Malgrat aquestes consideracions, a Sardenya, la datació de les armes i armadures de l'edat de bronze similars als shirdana llança dates posteriors en diversos segles al període dels pobles de la Mar. Si la teoria estableix que els shirdana emigraren a Sardenya després de la seva derrota per Ramsès II, hem d'assumir que les troballes de Sardenya són influències posteriors. D'altra banda, si els shirdana no van emigrar a Sardenya fins al segle ix aC, associats potser a l'expansió dels antics etruscs i fenicis cap al Mediterrani occidental, hi ha la incògnita d'on estaven situats entre el període dels pobles de la Mar i la seva aparició com a cultura nuràgica de Sardenya.
Aquestes coincidències teòriques (reforçades per consideracions lingüístiques) podrien permetre assumir que un poble d'hàbils mariners abandonà el Mediterrani oriental i es va establir a Sardenya. Probablement, es trobessin amb algun tipus de resistència en la seva migració. També és possible que els primers incursors fossin exploradors. Si és així, és probable que només un poble guerrer com els shirdana pogués haver organitzat una expedició semblant. No obstant això, no s'ha trobat informació concloent que confirmi aquesta teoria.